# Кутовий Тарас Вікторович
Тарас Вікторович Кутовий (нар. 25 лютого 1976, Київ — 21 жовтня 2019) — український політик. Народний депутат України VII та VIII скликань.
Міністр аграрної політики та продовольства України в уряді Володимира Гройсмана (2016—2018).
Загинув 21 жовтня 2019 внаслідок падіння вертольота Robinson R44 поблизу села Тарасенкове на Полтавщині.

## Освіта
- 1992 — з відзнакою закінчив Київський природничо-науковий ліцей № 145.
- 1997 — здобув повну вищу освіту (диплом з відзнакою) в Національній академії СБУ.
- 1998 — здобув базову вищу освіту в Київському національному економічному університеті.
- 2002 — здобув третю повну вищу освіту в Міжнародному інституті менеджменту.

Мав ступінь магістра бізнес-адміністрування, був кандидатом економічних наук.

## Трудова діяльність
- 1998—1999 — заступник головного аудитора проєктів і програм регіональних відділень у Міжнародному фонді «Відродження».
- 1999—2004 — фінансовий директор Всеукраїнського фонду «Крок за кроком». Із 2004 року член правління Всеукраїнського фонду «Крок за кроком», основна місія якого — реалізація проєктів, спрямованих на забезпечення рівного доступу до якісної освіти для всіх дітей, зокрема дітей з особливими потребами.
- 2004—2009 — фінансовий директор ЗАТ Інвестиційна компанія «XXI століття».
- З 2008 року — член громадської організації Всеукраїнське громадське об'єднання «Спілка Спасіння Села». З 2012 року голова наглядової ради.
- 2010—2011 роки — президент ПАТ Компанія «Райз».
- 2011 — директор Представництва «А1 Глобал Холдінгс Лімітед».
- 2012—2016 — народний депутат України 7-го та 8-го скликань.
- 2016—22 листопада 2018 — Міністр аграрної політики та продовольства України[4][5].

## Політика
28 жовтня 2012 року обраний народним депутатом України від одномандатного округу № 151. Перший заступник голови Комітету ВРК з питань аграрної політики та земельних відносин, член Спеціальної контрольної комісії з питань приватизації.
28 жовтня 2014 обраний народним депутатом України від одномандатного округу № 151.
З 4 грудня 2014 року — голова Комітету з питань аграрної політики та земельних відносин; заступник керівника фракції «Блок Порошенка».
14 квітня 2016 року призначений Міністром аграрної політики та продовольства України (у складі уряду Гройсмана). Разом із новою командою Міністерства розробив план реформування Агропромислового комплексу України, який отримав назву «Стратегія 3+5». Зокрема, Міністерство агропромислової політики на чолі з Тарасом Кутовим визначило три напрямки реформ — прозорий обіг землі, пряма державна підтримка фермерів і приватизація збиткових держпідприємств. Розвиток сільських територій, розширення ринків збуту, органічне виробництво і нішеві культури, зрошення, безпечність та якість продукції є 5 пріоритетами реалізації цих реформ.

## Громадська діяльність
На рівні Верховної Ради відстоював позицію громади Гадяча Полтавської області щодо присвоєння йому статусу міста обласного значення. За відповідну постанову парламентарі проголосували 13 травня 2015 року. Велику роль у цьому процесі відіграла історична спадщина міста, адже 19 листопада 2013 Верховна Рада підтримала постанову, авторства Тараса Кутового про відзначення 350-річчя Гадяча як гетьманської столиці Лівобережної України.

## Родина
Народився в багатодітній родині викладачів. Мав брата і трьох сестер. Батько — Віктор Олександрович Кутовий, народився і виріс у Лохвиці, закінчив із відзнакою місцеву школу № 1. Працював викладачем у Національному економічному університеті та займався науковою діяльністю в Інституті математики НАН України. Мати — Світлана Германівна Кутова, вчитель вищої категорії, викладала математику в школі. Донька — Соломія (2007).

## Відзнаки
- 2007 — визнано найкращим фінансовим директором України за оцінками Міжнародного інституту Адама Сміта.
- 2008 — увійшов у десятку найкращих фінансистів України за версією журналу «Компаньйон».